# Sinophorus idahoensis
Sinophorus idahoensis är en stekelart som beskrevs av Sanborne 1984. Sinophorus idahoensis ingår i släktet Sinophorus och familjen brokparasitsteklar. Inga underarter finns listade i Catalogue of Life.